# Alzette
L’Alzette (Uolzécht et Uelzecht en luxembourgeois, Alzette ou Alzig en allemand) est une rivière franco-luxembourgeoise et un affluent en rive droite de la Sûre, donc un sous-affluent du Rhin par la Moselle.

## Géographie
L'Alzette prend sa source en France dans la commune de Thil dans le département de Meurthe-et-Moselle (Grand Est). Elle traverse les communes de Villerupt et Audun-le-Tiche. Sa longueur en France n'est que de 2,7 km.
Elle entre au Luxembourg après quelques kilomètres, passant par la ville d'Esch-sur-Alzette. Elle coule dans une large plaine alluviale aux terrains marneux, avant de s'enfoncer aux alentours de Hesperange dans une vallée plus étroite recoupant les grès du Luxembourg en gorges pour rejoindre la ville de Luxembourg puis celle de Mersch. Elle se jette dans la Sûre à sa sortie d'Ettelbruck.
D'une longueur de 73 km, elle est, avec la Sûre, une des principales rivières du Luxembourg. Elle se caractérise par un régime hydrologique excessif dans la partie amont du bassin versant à cause des terrains marneux imperméables. Ceci provoque régulièrement des inondations dans les communes traversées.

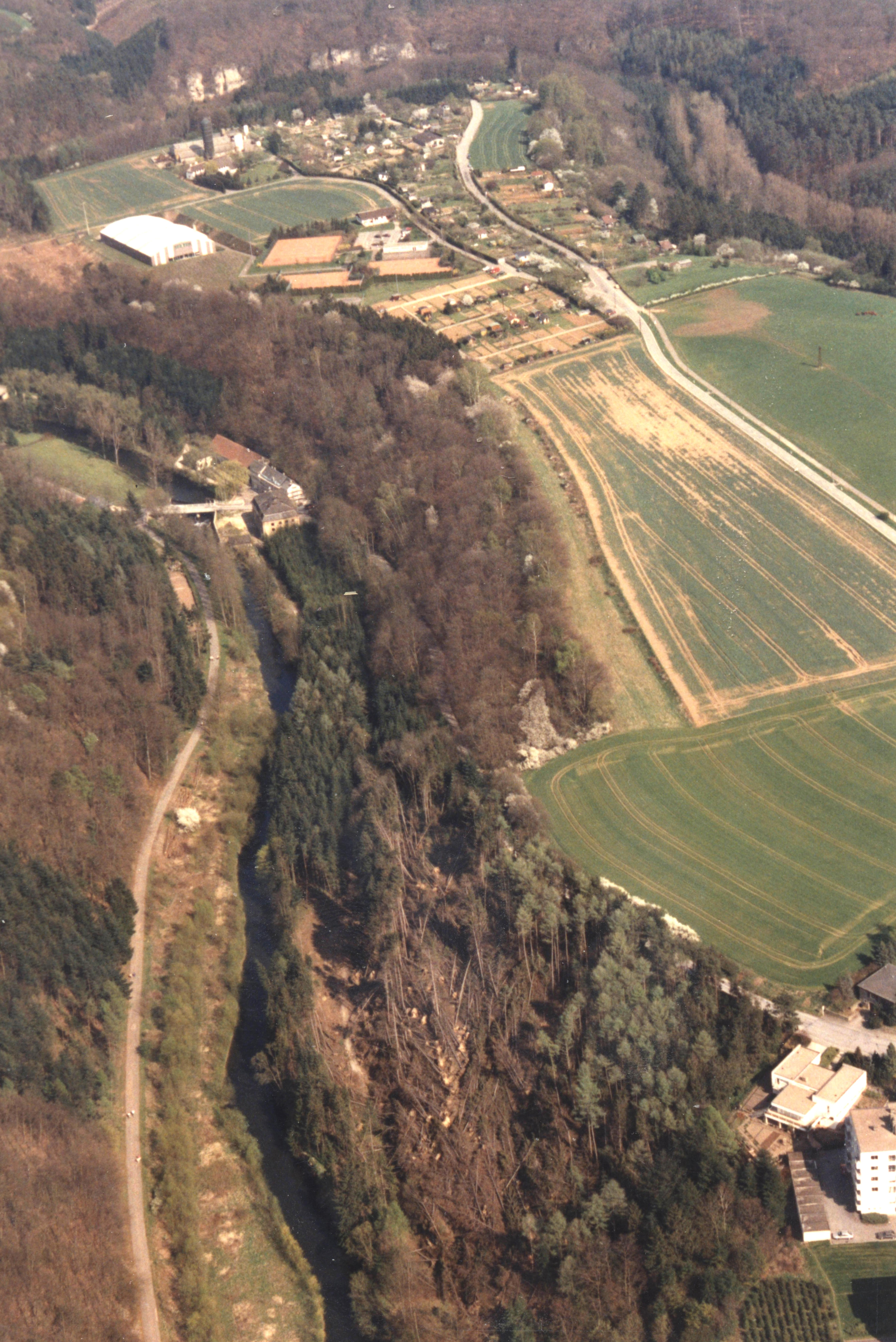
La vallée de l'Alzette près de Schleifmühle, en aval de Hesperange.

Ses affluents au Luxembourg sont:
| En rive gauche         | En rive droite              |
| ---------------------- | --------------------------- |
| Dipbech                |                             |
| Kiemelbaach            |                             |
| la Mess                |                             |
|                        | Kälbaach                    |
| Mierbech               |                             |
|                        | Ruisseau des Quatre Moulins |
| Bibbeschbaach          |                             |
|                        | Crauthemergruef             |
| Doulemerbaach*         |                             |
| Izegerbaach*           |                             |
| Drosbech               |                             |
| la Pétrusse            |                             |
| Klengelbaach           |                             |
|                        | Huerbaach*                  |
|                        | Kasselterbaach              |
| Kaylbaach*             |                             |
|                        | Rollengerbaach*             |
| Millebach              |                             |
| la Mamer               |                             |
| l'Eisch                |                             |
| Wëllerbaach            |                             |
|                        | Rouschtbaach (Moesdorf)     |
| Rouschtbach (Essingen) |                             |
|                        | Schrondweilerbaach          |
|                        | Wäissefiertchen             |
|                        | Metschbach                  |
|                        | Kalbaach                    |
| l'Attert               |                             |
|                        | Kiselbaach                  |
| Deiwelbaach*           |                             |
| la Wark                |                             |
|                        | Ditgesbaach*                |

## Ponts et ouvrages d'arts
- Le viaduc de Pulvermühl
- Le viaduc de Clausen
- Le viaduc de Pfaffenthal
- Le pont grande-duchesse Charlotte